# Bredballe
 Der er for få eller ingen kildehenvisninger i denne artikel, hvilket er et problem. Du kan hjælpe ved at angive troværdige kilder til de påstande, som fremføres i artiklen.

Bredballe er en bydel i Vejle beliggende i Bredballe Sogn 4–5 km øst for Vejle centrum på Vejle Fjords nordside.
Bredballe er et attraktivt boligområde. Særligt området omkring Strandvejen ned til Vejle Fjord er et velhaverkvarter.

## Skoler
I Bredballe er der tre skoler, Bredballe privatskole, Hældagerskolen og Kirkebakkeskolen. Eleverne bliver inddelt på skolerne efter hvor de bor i området.

### Kirkebakkeskolen
Kirkebakkeskolen har ca. 700 elever fordelt på 0.-9. årgang.
Skolen har i mange år været praktikskole for Jelling Seminarium. Det betyder, at Kirkebakkeskolen hvert år modtager lærerstuderende i praktik på forskellige tidspunkter af året.
Blandt skolens tidligere elever er musikeren Nikolaj Hess og forfatteren Mette Vedsø.

### Hældagerskolen
Hældagerskolen har ca. 700 elever fordelt på 0.-9. årgang. Der er ca. 120 ansatte.
Skolen har en centerafdeling for bevægelseshæmmede børn.
Blandt skolens tidligere elever er forskeren Anne Mette Buhl, filosoffen Anders Draeby, arkitekten og politikeren Metin Lindved Aydin, fodboldspiller Thomas Gravesen, håndboldspilleren Mette Sjøberg, tv-værten Morten Schnell Lauritzen og politikeren Mathias Kring Niebuhr.

### Bredballe Privatskole
Grundlagt i 2013 af Michael Juhl.
Skolen bygger på en uafhængig og pluralistisk tilgang til læring. Summen af forældrene, lærerne og eleverne giver retningslinjerne for enhver tids pædagogiske og faglige linje.

## Sport og fritid
Bredballe Idræts Forening er stiftet i 1951. Foreningens formål er at samle alle interesserede til idræt og styrke et godt kammeratskab og sammenhold mellem foreningens medlemmer. I foreningen kan børn og voksne spille fodbold, håndbold og meget andet. Bredballe har desuden en tennisklub og en skydebane.

## Omgivelser
I den østlige del af Bredballe ligger Tirsbæk, hvor naturen og vandet opleves på første række. Mod vest ligger Nørreskoven med bl.a. Dyrehaven og Vejle Stadion.
Bredballe Centeret har dagligvareforretninger, spisesteder, optiker, apoteket, cykelforretning, kiosken, frisører, mægler, fitness world, bagere og en hæveautomat.
Igennem det kuperede og skovklædte terræn går jernbanen mellem Fredericia og Århus.

### Strande
Ved Bredballe ligger badestrandene Tirsbæk Strand og Albuen.